# Camperdown-Wal
Der Camperdown-Wal (Mesoplodon grayi), auch als Gray-Zweizahnwal bezeichnet, ist eine Walart aus der Familie der Schnabelwale (Ziphiidae). Durch seine lange Schnauze und die Zähne im Oberkiefer unterscheidet er sich von den anderen Vertretern der Gattung der Zweizahnwale (Mesoplodon).
Der Artzusatz im wissenschaftlichen Namen ehrt den Zoologen John Edward Gray.

## Verbreitung

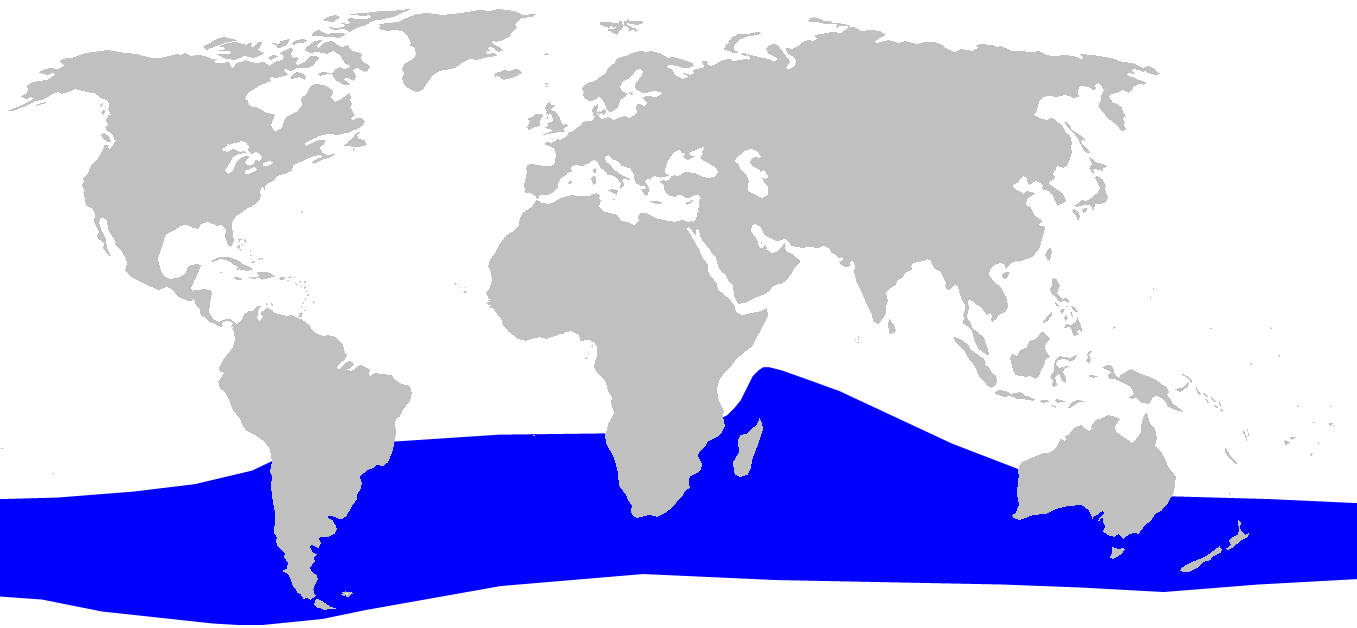
Verbreitungsgebiet

Diese Walart lebt zirkumpolar in den Gewässern der südlichen Hemisphäre. Strandungen sind aus Neuseeland, Australien, Südafrika, Chile und Argentinien belegt, Sichtungen lebender Tiere werden vor allem vom südlichen Indischen Ozean berichtet. Eine Strandung in den Niederlanden kann darauf hindeuten, dass diese Wale gelegentlich nordwärts wandern.

## Beschreibung

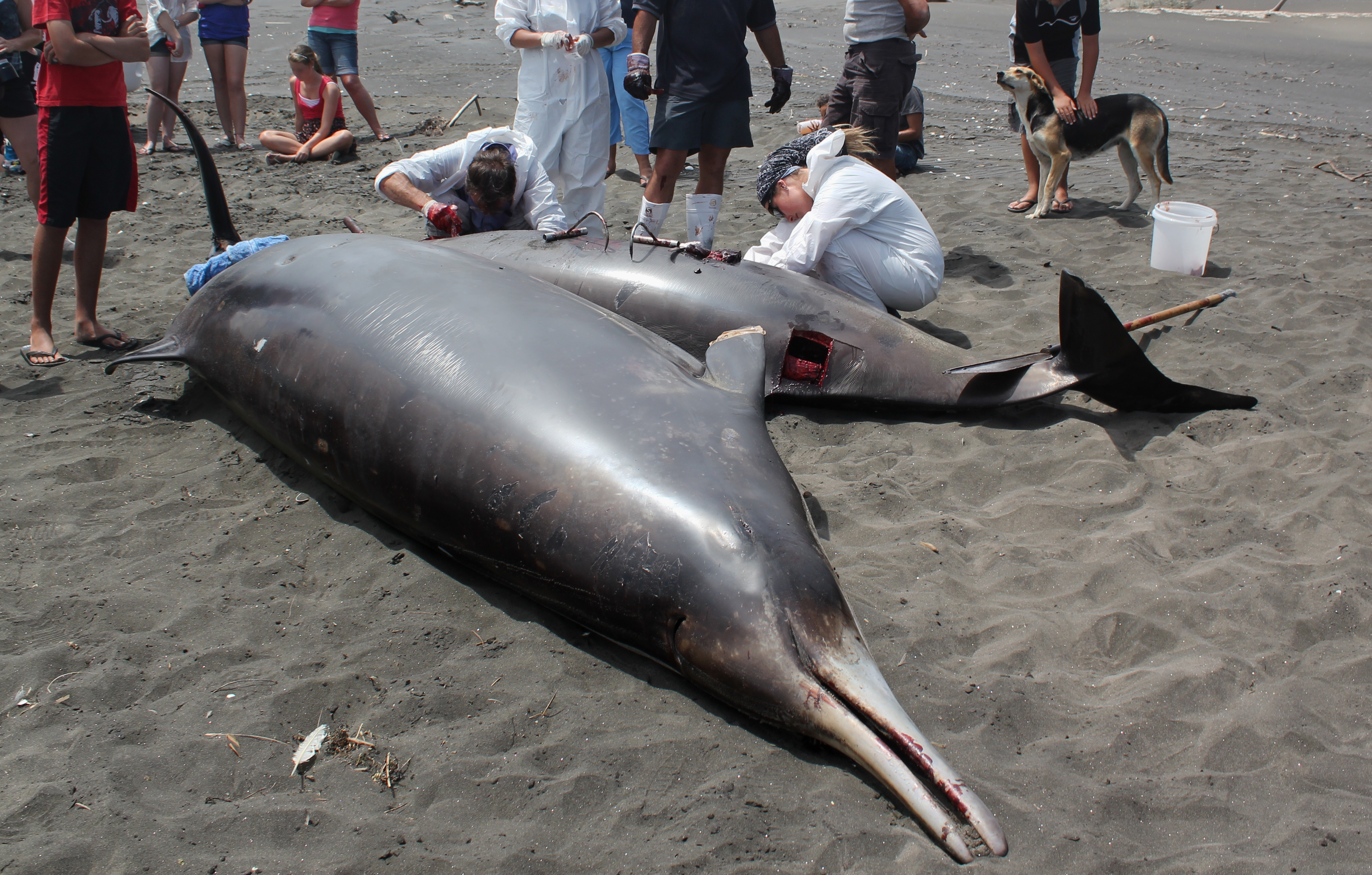
Autopsie gestrandeter Camperdown-Wale

Camperdown-Wale haben eine langgestreckte, weiße Schnauze, die neben den zwei dreieckigen, großen Zähnen des Unterkiefers 34 bis 44 kleine Zähne im Oberkiefer beinhaltet. Ihr Körper ist dunkelgrau gefärbt, am Bauch finden sich helle, unregelmäßige Flecken. Im Alter werden die Kiefer weiß. Weibchen werden etwas größer als Männchen, sie erreichen bis zu 5,6 Meter, während Männchen höchstens 4,7 Meter lang werden.
Im Gegensatz zu anderen Zweizahnwalen leben Camperdown-Wale in größeren Schulen zusammen. Aus dem 19. Jahrhundert ist eine Massenstrandung von 28 Tieren bekannt, was Rückschlüsse auf die Gruppengröße ermöglicht. Wie die meisten Schnabelwale ernähren sie sich vorwiegend von Tintenfischen und gelten als gute, ausdauernde Taucher.
Häufige Sichtungen und Strandungen deuten darauf hin, dass der Camperdown-Wal zu den häufigeren Schnabelwalen gehört, genaue Daten sind jedoch nicht verfügbar.